# Shchyolkovo
Shchyolkovo (tiếng Nga: Щёлково) là một thành phố Nga. Thành phố này thuộc chủ thể Moskva Oblast. Thành phố có dân số 112.865 người (theo điều tra dân số năm 2002). Đây là thành phố lớn thứ 142 của Nga theo dân số năm 2002.